# NGC 4402
NGC 4402 ist eine Spiralgalaxie vom Hubble-Typ Sb im Sternbild Jungfrau am Nordsternhimmel. Sie ist wahrscheinlich rund 50 Millionen Lichtjahre von der Milchstraße entfernt und hat einen Durchmesser von etwa 55.000 Lichtjahren.
Die Radialgeschwindigkeit von NGC 4402 von 230 km/s ist zu gering, um einen verlässlichen Indikator für die Entfernung zu liefern, da besondere Geschwindigkeiten (ohne Hubble-Ausdehnung) einen wesentlichen Teil des Wertes ausmachen könnten. Tatsächlich ist die seiner Geschwindigkeit entsprechende Entfernung von 10 Millionen Lichtjahren weitaus geringer als die von der Rotverschiebung unabhängige Entfernungsschätzung von etwa 50 Millionen Lichtjahren.
Bei dem Objekt handelt es sich um eine sogenannte Edge-On-Galaxie, d. h. wir sehen sie genau in Kantenstellung. Die Spiralarme erscheinen hier nur als dunkle staubhaltige Wolken, beleuchtet vom  hellen Zentrum der Galaxie. 
Unter der Katalognummer VCC 873 ist sie als Mitglied des Virgo-Clusters gelistet.
Das Objekt wurde am 5. März 1862 von dem deutschen Astronomen Arthur von Auwers entdeckt.

## Besonderes
Es gibt mindestens vier Indizien dafür, dass NGC 4402 durch den Staudruck, der bei ihrer Bewegung durch das intergalaktische Gas des Virgo-Haufens entsteht, ihrer Gasvorräte beraubt wird (ram-pressure stripping).

## Entdeckte Supernovae
- Am 28. März 1976 wurde von Miklós Lovas die Supernova SN 1976B vom Typ Ib in dieser Galaxie entdeckt.[5][6][7][8]